# Radio Montargis vallée du Loing
Pour les articles homonymes, voir Loing (homonymie).
Radio Montargis Vallée du Loing ou RMVL était une radio locale française basée à Montargis dans le département du Loiret en région Centre.

## Présentation

Premier logo de RVML

RMVL est créé par le journal hebdomadaire régional L'Éclaireur du Gâtinais le 4 mars 1985 à Montargis (Loiret) et émet initialement sur la fréquence 92.3 FM.
La programmation musicale est variée et l'antenne propose également quotidiennement plusieurs rendez-vous d'informations.
En 1991, la station émet sur une nouvelle fréquence, le 93.4 FM..
En avril 1994, elle est rachetée par le groupe orléanais Start et adopte peu à peu la programmation de Vibration qui n'émet pas dans la région de Montargis, tout en conservant une part d'informations locales..
En 1998, RMVL disparait complètement et laisse définitivement la place à Vibration.

## Animateurs
Parmi les animateurs passés sur cette antenne, on peut citer : Anthony Bastille, Soraya Bisiot, Thomas Corral, Jean-Marc Dorangeon, Jean-Luc Espinasse, Eric Gourlain, Lionel Guiffant, Ralph, Didier Roquet, Christophe Sefrin, Sébastien Sefrin, Marie Tietavini. Benoît Maitre-Renaud.

## Annexe